# 二宮大輔
二宮 大輔 （にのみや　だいすけ、1981年- ）はイタリア文学翻訳家。

## 略歴
愛媛県生まれ。関西学院大学卒。2012年、ローマ第三大学文学部卒。通訳・翻訳に携わる。

## エピソード
2005 年、ローマ留学時にクラウディオ・マグリスの著書に出会い、本人に手紙を書き、トリエステのレストランで直接会って「あなたの本を訳したい」と伝えた。

## 翻訳
- ガブリエッラ・ポーリ、ジョルジョ・カルカーニョ『プリーモ・レーヴィ』（水声社、2018年）　ISBN 4801003370
- クラウディオ・マグリス『ミクロコスミ』（共和国、2022年）　ISBN 4907986556
- トンマーゾ・ピンチョ『ぼくがエイリアンだったころ』（ことばのたび社、2024年）　ISBN 9784991354601